# Melinton Guerrero
Melinton Guerrero (* Santo Domingo, Ecuador, 8 de noviembre de 1978) es un futbolista ecuatoriano juega de Lateral derecho en el Talleres de la Segunda Categoría.

## Clubes
| Club         | País    | Año       |
| ------------ | ------- | --------- |
| Talleres     | Ecuador | 1997-1998 |
| Barcelona SC | Ecuador | 1998-1999 |
| Macará       | Ecuador | 2000      |
| Espoli       | Ecuador | 2001      |
| Aucas        | Ecuador | 2002-2004 |
| Macará       | Ecuador | 2005-2007 |
| Águilas      | Ecuador | 2008      |
| Macará       | Ecuador | 2009      |
| Talleres     | Ecuador | 2010      |
| Espoli       | Ecuador | 2011      |
| Macará       | Ecuador | 2012      |
| Talleres     | Ecuador | 2013      |
| Águilas      | Ecuador | 2014      |
| Talleres     | Ecuador | 2015      |

## Palmarés

### Títulos nacionales
| Título             | Club   | País    | Año    |
| ------------------ | ------ | ------- | ------ |
| Serie B de Ecuador | Macará | Ecuador | 2005-C |